# Daniel Willems
Daniel Willems (Herentals, 16 augustus 1956 – Vorselaar, 2 september 2016) was een Belgisch wielrenner die als beroepsrenner actief was tussen 1978 en 1985.
Willems was een van de veelbelovende Belgische jongeren die als 'de nieuwe Merckx' werden aangekondigd. Op jonge leeftijd won hij klassiekers als de Brabantse Pijl en de Scheldeprijs. Uit zijn palmares blijkt dat hij op alle terrein goed uit de voeten kon. In de Ronde van Frankrijk behaalde hij zijn meest spraakmakende overwinningen, waaronder een top 10-plaats in het eindklassement. Maar al snel deemsterde Willems weer weg, en kon hij de te hoge verwachtingen niet waarmaken.

## Belangrijkste overwinningen
1977
Eindklassement Ronde van Bretagne
Rund um Düren
1978
GP Stad Zottegem
Kampioenschap van Vlaanderen
GP Dr. Eugeen Roggeman – Stekene
1979
Brabantse Pijl
4e etappe (deel B) Ronde van België
Eindklassement Ronde van België
Rund um den Henninger-Turm
Eindklassement Vierdaagse van Duinkerke
Scheldeprijs
GP Zele
1980
3e (deel A) en 5e (deel A) etappe Ronde van Andalusië
Eindklassement Ronde van Andalusië
Parijs-Tours
5e etappe Ronde van België
Boucles de l'Aulne
Eindklassement Ruta del Sol
1981
11e en 19e etappe Ronde van Frankrijk
Waalse Pijl
Criterium der Azen
3e etappe Ronde van de Aude
1982
GP Eddy Merckx
4e etappe Driedaagse van De Panne
1e etappe Vierdaagse van Duinkerke
3e en 20e etappe Ronde van Frankrijk

## Resultaten in voornaamste wedstrijden
| Jaar | Ronde van Italië | Ronde van Frankrijk | Ronde van Spanje |
| ---- | ---------------- | ------------------- | ---------------- |
| 1979 |                  |                     |                  |
| 1980 |                  |                     |                  |
| 1981 |                  | opgave (2)          |                  |
| 1982 |                  | 7e (2)              |                  |
| 1983 |                  | opgave              | opgave           |
| 1984 | 71e              |                     |                  |

| Jaar | Milaan-San Remo | Gent-Wevelgem | Ronde van Vlaanderen | Parijs-Roubaix | Amstel Gold Race | Luik-Bast.‑Luik | Ronde van Lombardije | Waalse Pijl | Parijs-Tours | Rund um den Henninger-Turm |  | Wereldranglijsten |
| ---- | --------------- | ------------- | -------------------- | -------------- | ---------------- | --------------- | -------------------- | ----------- | ------------ | -------------------------- |  | ----------------- |
| 1979 | 8e              | 6e            | ↑                    |                |                  | ↑               | 16e                  | 13e         | 4e           | Goud                       |  | 6e (SPP)          |
| 1980 |                 | 45e           |                      | 7e             | 7e               |                 |                      | 23e         | ↑            | 4e                         |  | 14e (SPP)         |
| 1981 | 15e             | 38e           | 10e                  | 20e            | 32e              |                 |                      | ↑           | 48e          | Brons                      |  | 12e (SPP)         |
| 1982 | 48e             |               | 24e                  |                | 15e              |                 |                      | 18e         |              |                            |  |                   |
| 1983 | 64e             | 49e           |                      | 11e            |                  | 20e             |                      |             |              |                            |  |                   |
| 1984 |                 |               |                      |                |                  |                 |                      |             |              |                            |  |                   |

Wielerploegen van Daniel Willems
De Bal ·
Delcroix ·
Dierickx ·
Godefroot ·
Haritz ·
Hoste ·
Jacobs ·
L. Peeters ·
W. Peeters ·
Pevenage ·
Pronk ·
Renier ·
Thurau ·
Van de Poel ·
Van De Vijver ·
Van De Wiele ·
Van Roosbroeck ·
Van Sweevelt ·
Verlinden ·
Wayenberg · 
Willems ·
De Wolf (stagiair)
Bolten ·
Colman ·
De Bal ·
Delcroix ·
Dierickx ·
Godefroot ·
den Hertog ·
Jacobs ·
Jakst ·
Peeters ·
Pevenage ·
Rottiers ·
Thurau ·
Van de Poel ·
Van De Wiele ·
Van Landeghem ·
Van Roosbroeck ·
Van Sweevelt ·
Verlinden ·
Willems
Appeldoorn ·
Bolten ·
Claes ·
Colman ·
De Geest ·
Delcroix ·
Demeyer ·
Dierickx ·
Jacobs ·
Peeters ·
Pevenage ·
de Rooij ·
Van de Poel ·
Van De Wiele ·
Van Roosbroeck ·
Van Sweevelt ·
Verlinden ·
Verschuere ·
Wayenberg ·
Wijnants ·
Willems · 
Winnen
De Roo ·
Devos ·
Frijns ·
Janiszewski ·
F. Maertens  ·
M. Maertens ·
Matthys ·
Segers ·
Sergeant ·
Stevens (vanaf 01/08) ·
Van Vlierberghe ·
Verlinden ·
Versluys · 
J. Wynants ·
L. Wijnants ·
Willems
De Cnijf ·
De Cnodder ·
De Meyer ·
De Roo ·
Devos ·
De Wolf ·
Van Houwelingen ·
Janiszewski ·
Matthys ·
Segers ·
Stevens ·
Urbany ·
Van Baelen ·
Van Vlierberghe ·
Vermeulen ·
J. Wynants ·
L. Wijnants ·
Willems